# Pouillé (Loir-et-Cher)
Pouillé é uma comuna francesa na região administrativa do Centro, no departamento Loir-et-Cher. Estende-se por uma área de 18 km². Em 2010 a comuna tinha 817 habitantes (densidade: 45,4 hab./km²).